# Latsga
Latsga (Georgisch: ლაცგა) is een piek in de Grote Kaukasus in Georgië in de regio Svaneti. Het heeft een hoogte van 4019 meter. De grootste gletsjer van Latsga bedekt het zuidelijke deel van de berg en gedeelten van de omliggende valleien.